# Liste der Baudenkmäler in Kastl (Oberbayern)
Auf dieser Seite sind die Baudenkmäler in der oberbayerischen Gemeinde Kastl zusammengestellt. Diese Tabelle ist eine Teilliste der Liste der Baudenkmäler in Bayern. Grundlage ist die Bayerische Denkmalliste, die auf Basis des Bayerischen Denkmalschutzgesetzes vom 1. Oktober 1973 erstmals erstellt wurde und seither durch das Bayerische Landesamt für Denkmalpflege geführt wird. Die folgenden Angaben ersetzen nicht die rechtsverbindliche Auskunft der Denkmalschutzbehörde.

## Baudenkmäler nach Ortsteilen

### Kastl
| Lage                     | Objekt                                    | Beschreibung | Akten-Nr.             | Bild                     |
| ------------------------ | ----------------------------------------- | --- | --------------------- | ------------------------ |
| Flur Kastl (Standort)    | Wegkapelle                                | 19. Jahrhundert; nördlich an der Staatsstraße 2107 | D-1-71-121-4 Wikidata | BW                       |
| Schulstraße 1 (Standort) | Kriegergedächtniskapelle                  | Am Kirchfriedhof, neubarock, 1923; mit Ausstattung | D-1-71-121-5 Wikidata | Kriegergedächtniskapelle |
| Schulstraße 1 (Standort) | Katholische Pfarrkirche Mariä Himmelfahrt | spätgotische Saalkirche, wohl nach 1500 erbaut, im 18. Jahrhundert stark verändert, Turmobergeschoss 1766 barock erneuert, Querhaus 1896; mit Ausstattung; marmorne Kirchbergstiege, barock | D-1-71-121-1 Wikidata | weitere Bilder           |
| Schulstraße 2 (Standort) | Pfarrhaus                                 | Klassizistischer Walmdachbau mit Gurtgesims und Rundbogenfenstern, bezeichnet mit dem Jahr 1839; östlich Anbau mit filigranen Laubsägearbeiten, 19. Jahrhundert                             | D-1-71-121-3          | Pfarrhaus                |

### Pirach
| Lage                 | Objekt                               | Beschreibung | Akten-Nr.              | Bild |
| -------------------- | ------------------------------------ | --- | ---------------------- | ---- |
| Pirach (Standort)    | Kapelle, sogenannte Erharten-Kapelle | neubarock, 1927; mit Ausstattung | D-1-71-121-21 Wikidata | BW   |
| Pirach 10 (Standort) | Vierseithof                          | Bauernhaus (Nordflügel), stattlicher zweigeschossiger Backsteinbau mit befenstertem Kniestock, Erdgeschoss Quaderbau, Westfassade mit Treppengiebel, wohl zweite Hälfte 19. Jahrhundert; Ökonomietrakte (Ost-/Süd-/und Westflügel), stattliche zweigeschossige Backsteinbauten, wohl zweite Hälfte 19. Jahrhundert | D-1-71-121-38 Wikidata | BW   |
| Pirach 10 (Standort) | Stadel                               | mit Bundwerkteil und Bemalungen, bezeichnet mit dem Jahr 1840 | D-1-71-121-20 Wikidata | BW   |

### Weitere Ortsteile
| Lage                                                         | Objekt                                             | Beschreibung | Akten-Nr.              | Bild |
| ------------------------------------------------------------ | -------------------------------------------------- | --- | ---------------------- | ---- |
| Aigengrub Aigengrub 1 (Standort)                             | Hütte, Ostflügel des Vierseithofes                 | mit Blockbauobergeschoss und Getreidekasten, geschweifte Kopfbüge, zweite Hälfte 18. Jahrhundert | D-1-71-121-6 Wikidata  | BW   |
| Altenbuch Flur Altenbuch (Standort)                          | Getreidekasten                                     | Freistehender Blockbau, bezeichnet mit dem Jahr 1795 | D-1-71-121-7 Wikidata  | BW   |
| Dorfen Dorfen 4 (Standort)                                   | Gitterbundwerkstadel                               | Südflügel des Bauernhofes, bezeichnet mit dem Jahr 1841 | D-1-71-121-10 Wikidata | BW   |
| Endfelln Endfelln 1 (Standort)                               | Getreidekasten                                     | mit Steilsatteldach, 18./19. Jahrhundert | D-1-71-121-11 Wikidata | BW   |
| Fürstenberg Lufisani-Geräumt; Steinhäufllindenweg (Standort) | Pestkreuz                                          | überdachtes Eisenkreuz auf Sockel aus Nagelfluhquadern, mit gusseiserner Christusfigur, Madonna, Inschriftentafel und Weihwasserbecken, 1894 zur Erinnerung an die Pesttoten von 1648/49 im Bereich der Bestattungen aufgestellt | D-1-71-121-39 Wikidata | BW   |
| Grund Grund 2 (Standort)                                     | Bundwerkstadel                                     | Südflügel des Vierseithofes, mit Bemalungen, bezeichnet mit dem Jahr 1795 | D-1-71-121-13 Wikidata | BW   |
| Hof Hof 1 (Standort)                                         | Ehemaliges Bauernhaus des ehemaligen Vierseithofes | Wohnstallhaus, mit Blockbau am Obergeschoss und Bundwerk am Heuboden, Mitte 19. Jahrhundert; Bundwerkstadel, bezeichnet mit dem Jahr 1848 | D-1-71-121-32 Wikidata | BW   |
| Klaffl Klaffl 1 (Standort)                                   | Stadel                                             | Südflügel des Vierseithofes, Gitterbundwerk am Ostgiebel, bezeichnet mit dem Jahr 1843 | D-1-71-121-16 Wikidata | BW   |
| Meisterlehen Meisterlehen 1 (Standort)                       | Bauernhaus                                         | Nordflügel des Vierseithofes, ehemaliges Wohnstallhaus mit Satteldach, Putzgliederung und Bundwerk am Heuboden, Aufstockung um 1861; Stall, mit Bundwerk, wohl 19. Jahrhundert; südlich Stadel, mit Bundwerk, bezeichnet mit dem Jahr 1848; Windrad, um 1900 | D-1-71-121-17 Wikidata | BW   |
| Moosen Moosen 1 (Standort)                                   | Stadel                                             | mit Traufbundwerk, 1867/69 | D-1-71-121-18 Wikidata | BW   |
| Mühlhof Mühlhof 2 (Standort)                                 | Ehemaliges Bauernhaus                              | Nordflügel des Vierseithofes, zweigeschossiger Quaderbau, zum Teil Backstein und verputzt, mit alter Haustür, ehemaliger Wirtschaftsteil erneuert, bezeichnet mit dem Jahr 1812; südlich Stadel, mit Bundwerk, im Inneren bezeichnet mit dem Jahr 1811, außen bezeichnet mit dem Jahr 1808; westlich zweistöckiger Getreidekasten, Blockbau, bezeichnet mit dem Jahr 1739                                                    | D-1-71-121-19 Wikidata | BW   |
| Niedersaß Niedersaß 1, 2, 3 (Standort)                       | Backofenhaus                                       | Stattlicher Sichtmauerwerkbau, Steinplatte im Giebel, bezeichnet mit dem Jahr 1855; zugehöriger Brunnenschacht | D-1-71-121-36 Wikidata | BW   |
| Putz Putz 1; Putzweg (Standort)                              | Bildstock                                          | mit geschweifter Laterne, 18. Jahrhundert; südwestlich an der Hauptstraße | D-1-71-121-23 Wikidata | BW   |
| Seidlalber Seidlalber 1 (Standort)                           | Bildstock                                          | aus Tuff mit geschweifter Oberkante, bezeichnet mit dem Jahr 1791; an der Straße Schmidhub-Oberenfeln; zu Haus Nr. 1 gehörig. | D-1-71-121-26 Wikidata | BW   |
| Staudhub Staudhub 1 (Standort)                               | Stadel, Gitterbundwerkstadel                       | mit bemalten Pfettenköpfen, bezeichnet mit dem Jahr 1860 | D-1-71-121-27 Wikidata | BW   |
| Steinberg Steinberg 3 (Standort)                             | Kleinhaus                                          | Eingeschossiger Satteldachbau mit Giebellaube und übertünchtem Blockbauteil, im Kern 17./18. Jahrhundert | D-1-71-121-28 Wikidata | BW   |
| Straß Straß 2 (Standort)                                     | Vierseithof                                        | Nördlich Wohnhaus, zweigeschossiger Tuffsteinbau mit befenstertem Kniestock, giebelseitig dreigeschossig, Südseite mit Backstein-Obergeschoss und Bundwerk am Heuboden, Durchfahrt, bezeichnet mit dem Jahr 1877; östlich ehemaliger Kuhstall, mit Bundwerk-Obergeschoss, bezeichnet mit dem Jahr 1847; westlich sogenannte Hütte, mit Bundwerk, Mitte 19. Jahrhundert; südlich Bundwerkstadel, bezeichnet mit dem Jahr 1866 | D-1-71-121-29 Wikidata | BW   |
| Straßdorfen Straßdorfen 2 (Standort)                         | Ehemaliges Wohnstallhaus                           | Nordflügel des Vierseithofes, zweigeschossig mit Blockbau-Obergeschoss, Hochlaube und Bundwerk am Heuboden, bezeichnet mit dem Jahr 1795; Stadel, Südflügel des Vierseithofes, mit Bundwerk und Bemalungen, bezeichnet mit dem Jahr 1844 | D-1-71-121-30 Wikidata | BW   |
| Thalmann Thalmann 1 (Standort)                               | Bundwerkstadel                                     | Süd-Ostflügel des Vierseithofes, mit seltener Andreaskreuz-Figuration, um 1820/35 | D-1-71-121-31 Wikidata | BW   |
| Wimmer an der Alz Wimmer an der Alz 1 (Standort)             | Ehemals Kleinbauernhaus (Wimmer an der Alz)        | Mitterstallbau, Wohnteil im Erdgeschoss Tuffstein-Sichtmauerwerk, Obergeschoss Blockbau, erbaut 1865 | D-1-71-121-37 Wikidata | BW   |
| Winkler am Holz Winkler am Holz 1 (Standort)                 | Stadel                                             | mit bemaltem Bundwerk, Südflügel des Bauernhofes, bezeichnet mit dem Jahr 1857 | D-1-71-121-34 Wikidata | BW   |
| Zauner Zauner 1 (Standort)                                   | Bauernhaus                                         | mit Traufschrot und Bundwerk am Heuboden, um 1865; östlich Reste der Hütte, Erdgeschoss massiv, Gitterbundwerk am Obergeschoss, um 1865 | D-1-71-121-35 Wikidata | BW   |

## Ehemalige Baudenkmäler
In diesem Abschnitt sind Objekte aufgeführt, die früher einmal in der Denkmalliste eingetragen waren, jetzt aber nicht mehr. Objekte, die in anderem Zusammenhang also z. B. als Teil eines Baudenkmals weiter eingetragen sind, sollen hier nicht aufgeführt werden. Aktennummern in diesem Abschnitt sind ehemalige, jetzt nicht mehr gültige Aktennummern.

| Lage                               | Objekt                         | Beschreibung                                                 | Akten-Nr.              | Bild |
| ---------------------------------- | ------------------------------ | ------------------------------------------------------------ | ---------------------- | ---- |
| Dorfen Dorfen 1 (Standort)         | Bundwerkstadel                 | Südflügel des Vierseithofes, 1862                            | D-1-71-121-9 Wikidata  | BW   |
| Weindlgrub Weindlgrub 1 (Standort) | Stallstadel mit Gitterbundwerk | Ostflügel des Vierseithofes, zweites Viertel 19. Jahrhundert | D-1-71-121-33 Wikidata | BW   |